# Abasto Hotel
El Abasto Hotel es el primer establecimiento de categoría cinco estrellas inaugurado en la zona del Abasto del barrio porteño de Balvanera, luego de la transformación del viejo Mercado de Abasto en un gran centro comercial. De temática tanguera, originalmente fue el Holiday Inn Select Abasto, más tarde la cadena Holiday Inn dejó la concesión, pasando a ser Abasto Plaza Hotel, y finalmente cambió a su nombre actual.

## Historia
Desde 1893 existió en la Avenida Corrientes el Mercado de Abasto Proveedor, que funcionó en sucesivos edificios hasta su cierre en 1984, cuando se inauguró el Mercado Central de Buenos Aires. La clausura del viejo mercado, fuente de trabajo de numerosos comerciantes y alma del barrio, determinó una fuerte decadencia que se prolongó hasta que a mediados de los años '90 tomó fuerza un proyecto para transformar al antiguo edificio en un centro comercial.
El nuevo centro comercial Abasto de Buenos Aires comenzó sus obras en 1997, y trajo consigo una serie de proyectos inmobilarios que vislumbraron un revivir del barrio. El principal fue un hotel de alta categoría impulsado por la papelera Ixia S.A. y la financiera Concred, de Felipe Tenembaun, en el año 1996. Las obras se extendieron durante 3 años, al tiempo que se adquirió la franquicia Holiday Inn y se anunció al nuevo hotel con el nombre de “Holiday Inn Select Abasto”. La inversión final fue de US$ 18 millones.
El establecimiento fue inaugurado el 23 de marzo de 2000 con presencia del presidente Fernando de la Rúa, quien había antes encabezado también la inauguración de un monumento a Carlos Gardel, en un pasaje contiguo al Abasto. En ese momento, el establecimiento dio empleo a 220 personas, mientras la Argentina comenzaba a sufrir los efectos de una crisis económica que estallaría al año siguiente. En noviembre de 2000, se inauguró en el hotel la sala Astor Piazzolla, con presencia de Laura Escalada, viuda del compositor, que descubrió una placa conmemorativa.
A comienzos de 2003, se terminó el contrato con Holiday Inn, y el establecimiento pasó a llamarse “Abasto Plaza Hotel”, nombre que conservó hasta 2010, cuando adquirió el actual: “Abasto Hotel”.

## Arquitectura
El Abasto Hotel presenta la combinación de dos estéticas contrastantes, la de su exterior y la de su diseño de interiores. El edificio fue proyectado por el arquitecto Gerardo Manduca, quien diseñó una torre con basamento de estilo postmoderno; y los interiores fueron obra de los arquitectos Ricardo Williams y Diana Kremer, que recrearon el filete tradicional para adaptarlo a una estética que combina el estilo art decó con la temática del tango. Paralelamente, y como parte de una diferenciación única en el ámbito local, aplicaron la volumetría en el edificio reduciendo el número de habitaciones por piso de manera piramidal, para poder ofrecer 2 habitaciones por piso en los pisos superiores de cada cuerpo.
El edificio se desarrolla a partir de un basamento, en el que se ubicaron los espacios públicos. Con el apoyo de los locales de servicios en el perímetro, contra las dos medianeras del terreno en esquina, los salones de diferente tamaño se abren a los sectores de estar en el entrepiso, que balconean al lobby en la planta baja. En el primer piso, el volumen curvo del restaurante mira hacia la gran terraza, con el solárium sobreelevado y una piscina realizada por Center Pool, cuyo lateral remata en una franja superior transparente, que deja ver el agua y produce una cascada sobre el revoque texturado exterior. Este original efecto sirve a la vez para alimentar los filtros y mantener la piscina en perfectas condiciones. Las instalaciones en el basamento incluyen además el gimnasio y health club, además de las diferentes oficinas administrativas del hotel y un subsuelo con 37 cocheras.
Desde el segundo nivel surge la torre que contiene a las 126 habitaciones, con un núcleo de circulación vertical que incluye una escalera interior presurizada y otra exterior, según las normas internacionales de seguridad. La silueta del volumen se afina gradualmente hasta su coronamiento, en un juego de prismas que alterna opacidades y transparencias en su curtain wall de color verde, que fue realizada con termopaneles acústicos de 22 mm, con cristales termoendurecidos de bajo coeficiente térmico y de transmisión de ruidos. Esta tecnología aprovechó las vistas al Mercado de Abasto y a la vez tamiza el intenso sol y los ruidos de la avenida.
En el remate de la torre, las instalaciones de máquinas se visualizan dentro de un volumen coronado en forma de bandeja, que permite identificar al conjunto, contener el logotipo de la cadena y enfatizar el carácter de hito del edificio.
El Abasto Hotel cuenta con nueve salones para convenciones y eventos, un restaurante-bar, piscinas descubierta y climatizada, solárium,gimnasio y un business-center equipado con última tecnología. Fue uno de los primeros en Buenos Aires preparados para todas las nuevas formas de transmisión de datos, señales de televisión, cablemódem y acceso a Internet en todas las habitaciones.
El célebre mercado porteño quedó pintado en un mural que las artistas mexicanas Marta Martínez Flores y Gabriela Grajeda Robledo recrearon en el primer piso del hotel. El mural, resultado de una investigación sobre los orígenes de la vida cotidiana de este tradicional local a principios de 1900, muestra el antiguo edificio de estructura de hierro y techos de chapa de zinc.
Las dos suites de mayor categoría en el Abasto Hotel fueron llamadas "Mi Buenos Aires Querido" y "El día que me Quieras", en honor a dos temas del tango cantados por el famoso Carlos Gardel. Se destaca en sus living una pista privada de roble para tomar clases de tango personalizadas. Además, cuenta con una colección de música de orquestas típicas y objetos de colección. En sus balcones-terraza, poseen jacuzzi y un deck.